# 久太郎町
久太郎町（きゅうたろうまち）は、大阪府大阪市中央区の町名。現行行政地名は久太郎町一丁目から久太郎町四丁目。

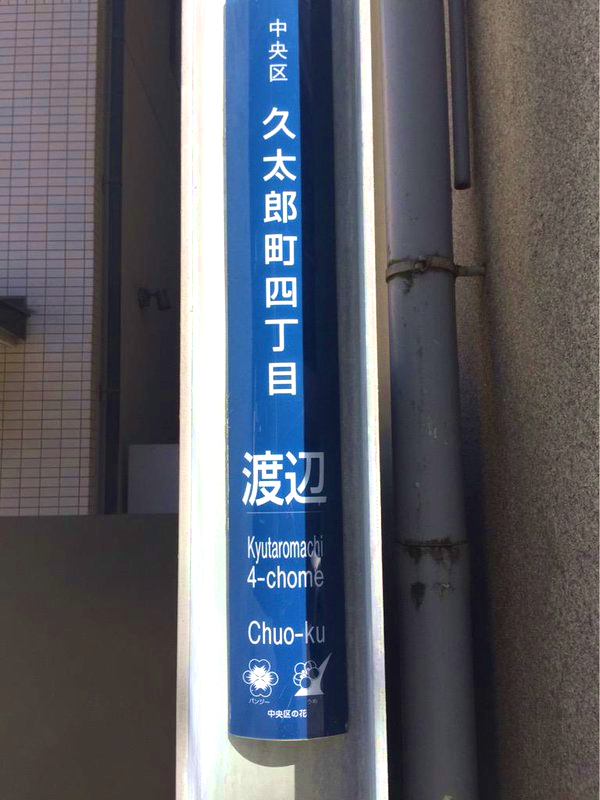
「久太郎町四丁目渡辺」の街区表示板

## 地理
北は船場中央、南は北久宝寺町、東は東横堀川農人橋を挟んで農人橋（町名）・材木町、西は西横堀川跡の阪神高速1号環状線北行きを挟んで西区阿波座とそれぞれ接する。

### 河川
- 東横堀川

## 歴史
もとは農人橋通（中央大通西行き）沿いが北久太郎町、ひとつ南の通り沿いが南久太郎町、渡辺筋沿いが南渡辺町、西横堀川沿いが椹木町（さわらぎちょう）・西笹町という町名だった。1872年（明治5年）に西横堀川沿いは横堀5丁目に改編された。
1962年（昭和37年）に埋め立てられた西横堀川には篠橋・新渡辺橋が架橋されていた。

### 渡辺の街区符号
北御堂から南御堂にかけての渡辺筋沿いに位置した北渡辺町・南渡辺町は、1930年（昭和5年）に大半が本町・南本町・唐物町・北久太郎町へ編入され、南渡辺町の南端部がわずかに残るだけとなり、同時に渡辺町に改称された。
辛うじて残った渡辺町の町名も、1989年（平成元年）に北久太郎町・南久太郎町・横堀5丁目の一部と統合されて現行の久太郎町となり消滅した。しかし、坐摩神社の渡辺津から船場への遷座と共に移住し、以後、町名として続いてきた「渡辺」の名が消えることに反対する運動が渡辺姓の末裔の間で起こり、久太郎町四丁目には全国的にも珍しい数字を用いた街区符号の代わりに「渡辺」という漢字の付く街区が用いられることになり、大阪市中央区久太郎町四丁目1番、2番、3番、渡辺の順で街区符号が設定されている。

### 町名の由来
百済町(くだらちょう)の転訛説と、織田信長と豊臣秀吉に仕えた「堀久太郎秀政」が、かつてこの地に屋敷を構えていたことによる説がある。

## 世帯数と人口
2019年（平成31年）3月31日現在の世帯数と人口は以下の通りである。
| 丁目           | 世帯数  | 人口    |
| -------------- | ------- | ------- |
| 久太郎町一丁目 | 849世帯 | 1,194人 |
| 久太郎町二丁目 | 46世帯  | 61人    |
| 久太郎町三丁目 | 26世帯  | 27人    |
| 久太郎町四丁目 | 11世帯  | 20人    |
| 計             | 932世帯 | 1,302人 |

### 人口の変遷
国勢調査による人口の推移。
| 1995年（平成7年）  | 157人 | [ 6 ]  |  |
| 2000年（平成12年） | 128人 | [ 7 ]  |  |
| 2005年（平成17年） | 368人 | [ 8 ]  |  |
| 2010年（平成22年） | 541人 | [ 9 ]  |  |
| 2015年（平成27年） | 746人 | [ 10 ] |  |

### 世帯数の変遷
国勢調査による世帯数の推移。
| 1995年（平成7年）  | 87世帯  | [ 6 ]  |  |
| 2000年（平成12年） | 73世帯  | [ 7 ]  |  |
| 2005年（平成17年） | 325世帯 | [ 8 ]  |  |
| 2010年（平成22年） | 451世帯 | [ 9 ]  |  |
| 2015年（平成27年） | 588世帯 | [ 10 ] |  |

## 事業所
2016年（平成28年）現在の経済センサス調査による事業所数と従業員数は以下の通りである。
| 丁目           | 事業所数    | 従業員数 |
| -------------- | ----------- | -------- |
| 久太郎町一丁目 | 382事業所   | 4,085人  |
| 久太郎町二丁目 | 294事業所   | 10,588人 |
| 久太郎町三丁目 | 258事業所   | 5,188人  |
| 久太郎町四丁目 | 137事業所   | 3,690人  |
| 計             | 1,071事業所 | 23,551人 |

## 施設

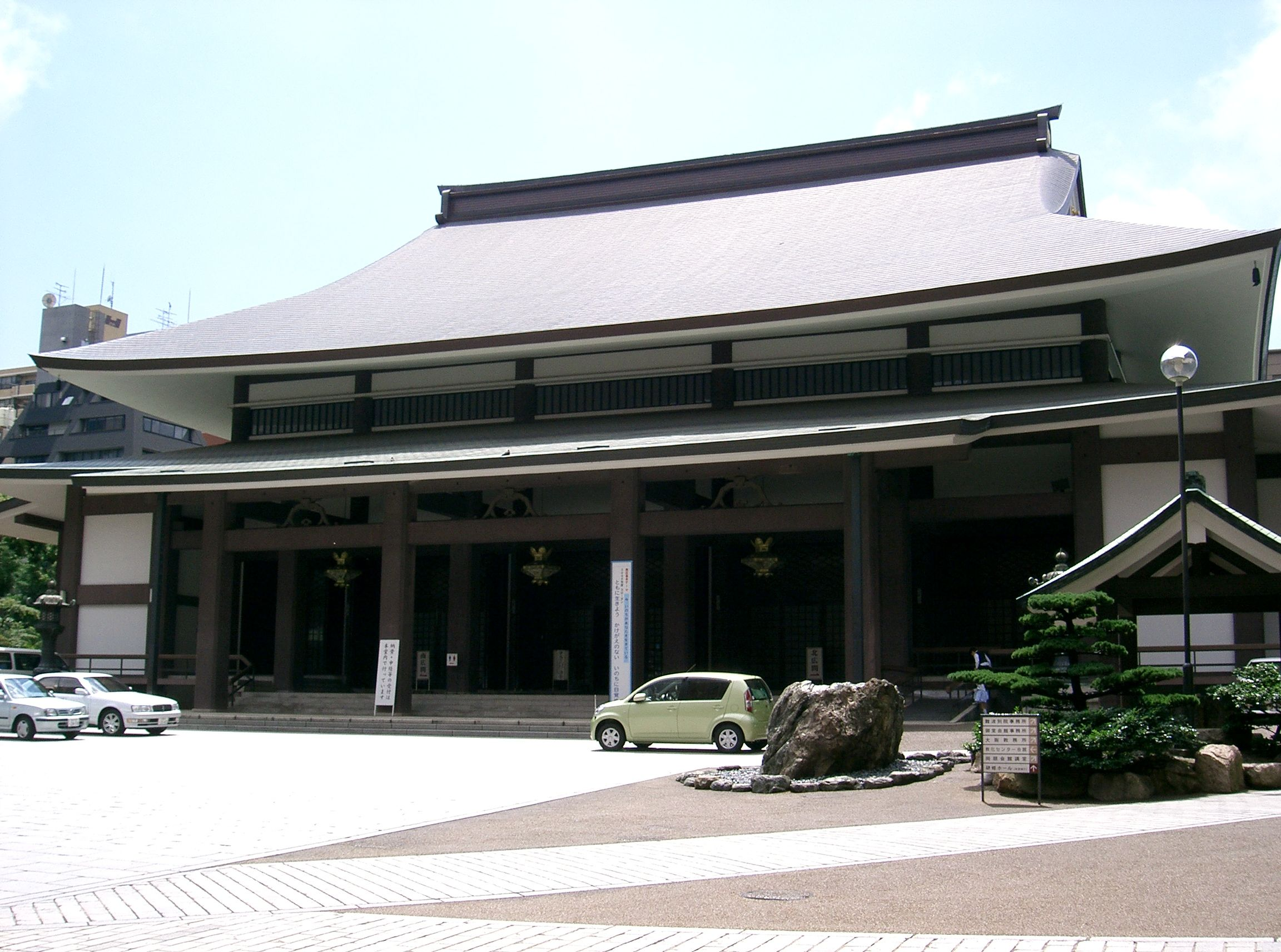
難波別院

### 行政機関
- 大阪市中央区役所

### 独立行政法人等
- 独立行政法人高齢・障害・求職者雇用支援機構 大阪支部 大阪障害者職業センター
- 大手前年金事務所

### 寺社
- 坐摩神社
- 真宗大谷派難波別院（南御堂）

### 郵便局・金融機関
- 船場郵便局
- 阿波銀行 大阪支店

### 外国公館
- 在大阪・神戸インド総領事館
- 在大阪韓国総領事館
- 在大阪タイ王国総領事館

### 建築物
- 大阪御堂筋ビル・大阪センタービル
- 丼池繊維会館

## 交通

### 鉄道
- 最寄り駅はOsaka Metroの本町駅および堺筋本町駅。

### 道路
高速
- 阪神高速1号環状線

国道
- 国道25号（御堂筋）

主要地方道
- 大阪府道102号恵美須南森町線（堺筋）

## 出身者
- 月亭小文都 - 落語家

## その他

### 日本郵便
- 〒541-0056[3]（集配局：大阪東郵便局[12]）